# Ковачовце
Ковачовце (словац. Kováčovce) — село, громада округу Вельки Кртіш, Банськобистрицький край, центральна Словаччина, регіон Новоград. Кадастрова площа громади — 11,62 км².
Населення 343 особи (станом на 31 грудня 2017 року).

## Історія
Ковачовце вперше згадується в 1295 році.

## Населення
| Рік:            | 1994. | 2004.   | 2014.   | 2024.    |
| --------------- | ----- | ------- | ------- | -------- |
| Кількість осіб: | 415   | 377     | 365     | 300      |
| Різниця:        |       | -9,15 % | -3,18 % | -17,80 % |

| Рік:            | 2023. | 2024.   |
| --------------- | ----- | ------- |
| Кількість осіб: | 301   | 300     |
| Різниця:        |       | -0,33 % |